# Стратегічний підхід до міжнародного управління хімічними речовинами
Стратегічний підхід до міжнародного управління хімічними речовинами (SAICM) — це глобальна політична основа для сприяння раціональному управлінню хімічними речовинами. Секретаріат SAICM знаходиться в Програмі ООН з навколишнього середовища.
«Надійне поводження з хімічними речовинами має важливе значення, якщо ми хочемо досягти сталого розвитку, включаючи викорінення бідності та хвороб, покращення здоров'я людей і навколишнього середовища, а також підвищення та підтримання рівня життя в країнах на всіх рівнях розвитку.» — Дубай, 2006.
Він був прийнятий на Міжнародній конференції з управління хімічними речовинами в Дубаї, Об'єднані Арабські Емірати, 6 лютого 2006 року. Першу сесію Конференції та процес розробки Стратегічного підходу до міжнародного управління хімічними речовинами спільно скликали Програма ООН з навколишнього середовища (UN Environment), Міжорганізаційна програма з раціонального поводження з хімічними речовинами (IOMC). та Міжурядовий форум з хімічної безпеки (IFCS).
Стратегічний підхід підтримує досягнення мети, погодженої на Всесвітньому саміті зі сталого розвитку в Йоганнесбурзі 2002 року, щодо забезпечення того, щоб до 2020 року хімічні речовини вироблялися та використовувалися таким чином, щоб мінімізувати значний негативний вплив на навколишнє середовище та здоров'я людини. Він визнає суттєвий внесок хімічних речовин у сучасні суспільства та економіку, визнаючи потенційну загрозу сталому розвитку, якщо хімічними речовинами не керуватимуться належним чином.
(Станом на 12 червня 2015 р.) До координаційних центрів Стратегічного підходу входять 175 урядів, 85 неурядових організацій, включаючи широке коло представників промисловості та громадянського суспільства.

## Стратегія загальної політики
Зобов'язання SAICM виражені в Дубайській декларації, Загальнополітичній стратегії та Глобальному плані дій.

### Область застосування
Стратегічний підхід має сферу застосування, яка включає: a. Екологічні, економічні, соціальні, санітарно-трудові аспекти хімічної безпеки, b. Сільськогосподарські та промислові хімікати з метою сприяння сталому розвитку та охоплення хімікатів на всіх етапах їхнього життєвого циклу, включно з продуктами.

### Цілі
Основними цілями Стратегічного підходу є: A. Зниження ризику
Б. Знання та інформація
C. Управління
D. Розбудова потенціалу та технічне співробітництво
E. Незаконний міжнародний рух

## Програма швидкого запуску
Програма швидкого старту (QSP) — це програма в рамках SAICM, спрямована на підтримку початкової діяльності з розбудови потенціалу та реалізації в країнах, що розвиваються, найменш розвинених країнах, малих острівних державах, що розвиваються, і країнах з перехідною економікою. QSP включає добровільний, обмежений у часі трастовий фонд, яким керує Програма ООН з навколишнього середовища, а також багатосторонню, двосторонню та інші форми співпраці. Портфель трастового фонду QSP включає 184 схвалені проекти в 108 країнах, з яких 54 є найменш розвиненими країнами або малими острівними державами, що розвиваються, на суму приблизно 37 мільйонів доларів США.

## Міжнародна конференція з управління хімічними речовинами
Міжнародна конференція з управління хімічними речовинами (ICCM) проводить періодичні перегляди SAICM. Перша сесія (ICCM 1) відбулася в Дубаї, Об'єднані Арабські Емірати, з 4 по 6 лютого 2006 року, завершила роботу та прийняла SAICM.
Друга сесія (ICCM 2) відбулася в Женеві, Швейцарія, 11-15 травня 2009 р. і провела перший періодичний огляд впровадження SAICM.
Третя сесія (ICCM 3) відбулася в Найробі, Кенія, 17–21 вересня 2012 р. На ній було розглянуто прогрес у впровадженні SAICM з відчутними даними щодо 20 показників прогресу, прийнятих на ICCM2, розглянуто нові питання політики та прийнято Стратегію сектору охорони здоров'я.
Четверта сесія (ICCM 4) проходила в Женеві, Швейцарія, з 28 вересня по 2 жовтня 2015 року. Загальна орієнтація та керівництво щодо досягнення цілі 2020 року є стратегічним результатом політики ICCM4, який закладає основу для дій до 2020 року. На ICCM4 також було розглянуто аспекти впровадження нових політичних питань та інших питань, що викликають занепокоєння, розглянуто Цілі сталого розвитку, обговорено раціональне управління хімічними речовинами та відходами після 2020 року та розглянуто запропоновані заходи.
ICCM4 резолюцією IV/4 ініціювала міжсесійний процес для підготовки рекомендацій щодо Стратегічного підходу та раціонального управління хімікатами та відходами після 2020 року. Перша нарада міжсесійного процесу з розгляду Стратегічного підходу та раціонального поводження з хімічними речовинами та відходами після 2020 року відбулася в Бразиліа, Бразилія, з 7 по 9 лютого 2017 року.
П'ята сесія Міжнародної конференції з управління хімічними речовинами запланована на проведення в Бонні, Німеччина, 25-29 вересня 2023 року.

## Виникаючі питання політики та інші питання, що викликають занепокоєння
ICCM забезпечує платформу для закликів до відповідних дій щодо нових політичних питань (EPI) у міру їх виникнення та для досягнення консенсусу щодо пріоритетів для спільних дій. На даний час прийнято рішення з питань: A. Свинець у фарбі
B. Хімічні речовини в продуктах
C. Небезпечна речовина протягом життєвого циклу електричних та електронних виробів
D. Нанотехнології та промислові наноматеріали
E. Хімічні речовини, що руйнують ендокринну систему
F. Екологічно стійкі фармацевтичні забруднювачі
Були визнані інші проблеми, що викликають занепокоєння: G. Перфторовані хімічні речовини
H. Особливо небезпечні пестициди